# Шпанска јела
Шпанска јела (лат. Abies pinsapo Boiss. – по шпанском имену ове врсте pinapares) је високо четинарско дрво из рода јела.

## Распрострањеност
Постојбина јој је уски планински појас јужне Шпаније. Расте на висини од 1.100 до 1.800 м, где формира ретке шумарке.

## Опис врсте
Шпанска јела може израсти до 25 м. Крошња јој је купаста. Кора дебла је сивкастосмеђа и љуспасто испуцала. Гранчице су црвенкасте. Расту под правим углом, стварајући крст.
Четине су кратке, око 15 мм, дебеле, угласте и веома тврде, зашиљене али не боду. За разлику од других врста из рода јела чије су четине рашчешљане на две стране, четине шпанске јеле расту око целе гранчице. Боја им је сивозелена.
Пупољци су јако смоласти, црвенкасти, са јако израженим љуспама.
Мушке цвасти су црвене. Шишарице су усправне, седеће, цилиндричне, дуге 10-15 цм, смеђељубичасте боје.
- Кора
- Гране са четинама
- Мушке цвасти
- Шишарице
- Шанска јела у природном ареалу

## Услови станишта
У односу на земљиште је скромна, али захтева осунчане положаје. Може расти и на пешчаним и сувим кречњачким теренима. За разлику од наше беле јеле подноси сувља и топлија станишта. Гајене јединке могу порасти знатно више од самониклих.

## Значај у озелењавању
Шпанска јела веома декоративно и оригинално дрво. Њена лепота долази до изражаја када се сади као солитерно стабло или у групама. Некада се може употребити и за алеје.

## Варијетети и форме
Постоје бројни култивари који се узгајају на зеленим површинама, а најчешће се могу срести:
- Abies pinsapo 'Argentea' – четине сребрнастозелене боје.
- Abies pinsapo ‘'Aurea' – младе четине златножуте.
- Abies pinsapo 'Fastigiata' – ускопирамидална форма.
- Abies pinsapo 'Glauca' – четине плавкастозелене боје.
- Abies pinsapo 'Pendula' – гране висеће.